# Салдатики
«Салдатики!» — оповідання Володимира Винниченка, яке уперше вийшло окремим виданням у Чернівцях під псевдонімом В. Деде.

## Історія видання
Приблизний час написання — 1903.
Володимир Винниченко надавав особливого значення поширенню оповідання серед народу.
1906 — друге видання в Петербурзі.
1917 — оповідання надруковане в Києві, Харкові під прізвищем Винниченко.
1919 — надруковано у Відні.

## Головні персонажі
- Явтух
- Микола
- Ярина